# Башкортостан в эпоху Казанского ханства
Башкортостан в эпоху Казанского ханства — история части территории расселения башкир — Исторического Башкортостана находившиеся в составе Казанского ханства.

## История
После распада Золотой Орды территория Исторического Башкортостана вошла в состав Ногайской Орды, Казанского и Сибирского ханств.
В середине XV века возникло Казанское ханство под управлением чингизидов. Башкиро-казанские взаимоотношения являлись продолжением золотоордынской традиции. Башкирское население оформляло у казанского хана свои вотчинные права на земли, это право было главным условием принятия подданства хана. Ещё во время междоусобной войны за престол Золотой Орды между Улуг-Мухаметом и Бараком башкиры поддержали Улуг-Мухамета, который считается основателем Казанского ханства. Предком Улуг-Мухамета является Тохтамыш, который во время своего правления смог создать себе в Башкортостане военно-политическую опору.
Князь Андрей Курбский указывает что башкиры жили «вверх великие реки Камы», а также перечисляет языки народов Казанского ханства — мордовский, чувашский, черемисский, вотяцкий (арский) и башкирский. Первоначально значительная часть Исторического Башкортостана в разной степени относилась к Казанскому ханству или же находилась в союзнических отношениях с казанским ханом. Исключением является пределы восточного Башкортостана, которые входили в состав Сибирского ханства.
На основе договорных вассально-сеньориальных отношениях камско-икские башкиры являлись подданными хана, а башкиры северных, центральных и южных областей состояли с казанским ханом Казани в союзнических отношениях. С ослаблением центральной власти в Казанском ханстве и с возвышением Ногайской Орды, под непосредственной юрисдикцией хана остаются северо-западные территории Исторического Башкортостана. Граница Ногайской Башкирии с Казанским ханством проходила по рекам Ику и Каме. Позднее в составе камско-икских башкир выделялись Сарыш-Кипчакская, Тангаурская, Айская, Бурзянская, Гирейская, Иланская, Ирехтинская, Суун-Кипчакская, Минская, Санырянская, Табынская, Тамьянская, Юрмийская, Курпеч-Табынская, Тайнинская, Кыргызская, Янейская, Тышкы-Иланская родо-племенные волости. По предположению Ю. М. Юсупова, именно эти башкирские племена составили основное население Икского бассейна, находящийся в составе Казанского ханства. Некоторые исследователи предполагают что этот район в ханстве представлял собой отдельную административную единицу.
По Р. Г. Кузееву, разнообразный родо-племенной состав объясняется привлечением башкир на службу казанским ханом в обмен на земельные и налоговые привилегии. Известно что башкирская родо-племенная знать получала от казанских ханов тарханные ярлыки, дающие значительные привилегии. Тарханство являлось особой прерогативой башкир в Казанском ханстве. Например, в XV – начале XVI веках зауральские башкиры — часть племени табын переселяются на восточные пределы Казанского ханства, где поступают на службу к хану и получают новое этническое определение — иректы («несущие службу в крепости»), а также тарханный ярлык от казанского хана Сахиб-Гирея от 1523 года: 

«...слово мое таково. Этот Шейх-Ахмед сын Махмуда, потом сын Шей-Ахмеда Абдал, потом Сеид-Ахмед, его брата Мухамеда сын Муса, Якуб сын Сеида, его брат Булане, его брат Hyp-Сеид - эти семь человек, пришедши к нам, били челом, что они были тарханами прежних наших старших ханов; мы вновь, пожаловав упомянутых лиц во имя великого бога и ради пророка Мухаммеда, сделали их тарханами...»
В том же ярлыке Сахиб-Гирея перечисляются 13 видов различных податей, налогов и повинностей: ясак (10-процентный подоходный налог), клан (оброк в пользу хана и его семьи), салыг (подать на выплату жалования войскам), кулуш, кутлык, бач (таможенные пошлины), сала-хараджи (сельский налог), ер-хаблясы (поземельный налог), гютюн-саки (подворный налог), сусун (продовольство для проезжающих чиновников) и гульфс (фураж для лошадей чиновников). Также известен ярлык башкирам Ибрагим-хана, подтверждающий ярлык Хайдара Гали от 1398 года. Этот ярлык был выдан некой вдове Гульбустан, её сыновьям Мухаммед-Азиз и Мухаммед-Али, работнику Хош-кельди, которым были предоставлены тарханные права с освобождением их от податей за пашню, от постоя, подводной гоньбы и от всякого притеснения.
Основная масса населения Казанского ханства состояла из податных, но лично свободных общинников. Башкиры выплачивали ясак, а также несли военную, дорожную и другие повинности. Согласно Б. Л. Хамидуллину, что верховным собственником башкирских земель в составе Казанского ханства, был сам хан, в пользу которого с населения взимались подати, однако земли были розданы наместникам, вассалами которых являлись башкирские бии.
Согласно А. Н. Усманову, казанский хан на территории Башкортостана в качестве наместника назначал князей, мурз или карачей. Среди них известен уфимский князь Килембет (Кель-Ахмет), отождествляемый с башкирским бием Кара-Килембетом. В 1509 году Килембет был отправлен ханом Мухаммед-Аминем послом в Москву к Ивану III.
В конце 60-х годов XV века башкиры принимают активное участие в двух значительных военных компаниях хана. В 1467—1468 годах во время похода русских войск на Казанское ханство, хан для борьбы с ними призывал башкир. в 1468 году московский отряд под начальством воевод Руно и князя Ивана Звенцева преследовал отступающие ханские отряды за Вяткой и Камой, и настигает их на реке Белой («Белой Воложки»), где был взят в плен их военачальник башкир — тархан Тулазей. В 1469 году поход русских на ханство снова повторился. Ибрагим-хан мобилизовал воинов из восточных районов, и участие в этой войне башкир было значительным. Согласно преданиям, в 1552 году башкиры также приняли участие в обороне Казани. Об этом свидетельствует и казанский летописец. После взятия города, башкирские отряды вернулись домой. Среди них известен тарханы Казанского ханства — Исян-хан (Асан-хан) из упомянутого выше рода иректы и Акман из рода кара-кыпсак.
В то же время в источниках встречается упоминания о борьбе башкир против ханов Казанского ханства, что связано не только налоговым бременем, но и с тем что правители постордынских государств часто боролись между собой при этом вовлекая в эту борьбу и башкир. Также часто велись войны между ханствами за
обладание всем Башкортостаном. К примеру в башкирском эпосе «Ек-Мэргэн» описывается борьба западных башкир под предводительством батыра Ек-Мэргэна с казанским ханом. Также известен конфликт между жителями города на Каме, основанном и принадлежащем башкирам, и казанским ханом, совершившим против них усмирительный поход.
Взятие Казани Иваном IV, создало предпосылки для присоединения Башкортостана в состав России. При этом основные принципы башкиро-казанских взаимоотношений традиционно легли в основу отношений между башкирами и московским великим князем.
История Казанского ханства нашло отражение в башкирских легендах и преданиях «Сура-батыр оказывает помощь русскому войску», «Умбет-батыр», «Как Иван Грозный построил крепость Свияжск и взял Казань» и других.